# Gaio Volteio Capitone
Gaius Volteius Capito (latino Gaius Volteius Capito) (... – Fiume, 49 a.C.) è stato un centurione romano.
Si tratta del più antico veneto di cui si conosce il nome e almeno in parte la vita, battendo per pochi anni il padovano Tito Livio.
Di Capitone è giunta fino ai giorni nostri soltanto la memoria dell'episodio, avvenuto nell'ambito della guerra civile tra Cesare e Pompeo, che si concluderà con la sua morte.

## La morte di Capitone e dei suoi soldati
Nel luglio del 49 a.C. è in corso appunto la celebre guerra civile tra Giulio Cesare e Pompeo. Massiccia è l'adesione di soldati provenienti da Opitergium, tutti volontari, in quanto all'epoca la città poteva ancora godere ancora di una certa autonomia da Roma. Parte di questi si ritroveranno in Dalmazia a servizio di Gaio Antonio a combattere con i Cesariani.
Accadde che un reparto di soldati rimase bloccato in un'isola della costa dalmata circondata dai nemici. Alle prese con la fame, i primi decisero di tentare la fuga in mare costruendo tre grandi zattere. I Pompeiani, accortisi della manovra, non esitarono a tendere tra gli scogli delle robuste corde sott'acqua per impedirlo.
Nonostante ciò, con l'alta marea due zattere riuscirono a scappare, mentre la terza, dove erano imbarcati mille Opitergini al comando di Capitone, finì in trappola: invano i soldati cercarono di tagliare le funi. Queste col favore della corrente spinsero l'imbarcazione a riva, dove venne subito accerchiata dai nemici.
Durante la notte, sulla zattera Capitone esortò le truppe a morire piuttosto che cedere alle promesse del nemico che intendeva ottenere la resa in cambio della salvezza della vita. E la mattina seguente, dopo aver lungo combattuto, Capitone fu il primo a chiedere e ottenere di essere trafitto. Spinti da questo gesto anche i suoi soldati cominciarono a togliersi la vita a vicenda: soltanto in sei si rifiutarono di farlo.
Gli stessi avversari non poterono fare altro che riconoscere l'eroismo di questi soldati, decretandogli l'onore del rogo.
La storia verrà riportata da Floro, Tito Livio, Lucano e Quintiliano, riprendendola da Cesare che però non la inserirà nel suo De bello civili, in quanto probabilmente ritenuta troppo umiliante essendo riferito ad una sconfitta.
Pare che l'episodio abbia commosso l'intero mondo romano e che, ricordandosene, Cesare abbia aumentando di trecento centurie il territorio di Opitergium, affidandole ai veterani, e abbia elevato gli Opitergini allo status di cittadini romani ed esentandoli dal servizio militare per vent'anni.
Come notano alcuni, non sembra esservi alcun collegamento tra queste "ricompense" e il sacrificio di Gaio Volteio Capitone, essendo di dubbia storicità l'intero episodio.

## Richiami
- Secoli dopo, non si conosce con precisione quando, a Capitone venne dedicata una statua, che rimase fino al XIX secolo in Piazza Grande a Oderzo, dopodiché se ne persero le tracce. Qualcuno sostiene che fu trasformata in un busto che sarebbe stato in seguito attribuito erroneamente ad un altro personaggio. Questo busto oggi si trova in Municipio.
- L'imprenditore opitergino Amedeo Obici, inventore delle noccioline tostate Peanuts, si ritroverà ad avere “Voltejo” come secondo nome.